# Каза дел Дука (Ливорно)
Каза дел Дука је насеље у Италији у округу Ливорно, региону Тоскана.
Према процени из 2011. у насељу је живело 74 становника. Насеље се налази на надморској висини од 31 м.